# Kevin Dunn
Kevin Dunn (Chicago, 24 augustus 1956) is een Amerikaans acteur.

## Biografie
Dunn is een broer van actrice Nora Dunn en is opgegroeid in een katholiek gezin met een Ierse achtergrond. Dunn heeft gestudeerd aan de Illinois Wesleyan University in Bloomington (Illinois) en studeerde in 1977 af, in 2008 kreeg hij van deze universiteit een eredoctoraat. Vanaf 1986 is Dunn getrouwd en heeft hieruit een kind. 

## Filmografie

### Films
Selectie:
- 2021 King Richard - als Vic Braden
- 2021 Thunder Force - als Frank
- 2013 The Frozen Ground – als luitenant Bob Jent
- 2012 Fire with Fire – als agent Mullens
- 2011 Warrior – als directeur Zito
- 2011 Transformers: Dark of the Moon – als Ron Witwicky
- 2010 Unstoppable – als Oscar Galvin
- 2009 Transformers: Revenge of the Fallen – als Ron Witwicky
- 2008 Vicky Cristina Barcelona – als Mark
- 2007 Lions for Lambs – als editor voor ANX
- 2007 Transformers – als Ron Witwicky
- 2006 All the King's Men – als Alex
- 2006 The Black Dahlia – als vader van Elizabeth Short
- 2004 I Heart Huckabees – als Marty
- 2000 The Beach Boys: An American Family - als Murry Wilson
- 1999 Stir of Echoes – als Frank McCarthy
- 1998 Snake Eyes – als Lou Logan
- 1998 Small Soldiers – als Stuart Abernathy
- 1998 Almost Heroes – als Hidalgo
- 1998 Godzilla – als kolonel Hicks
- 1995 Nixon – als Charles Colson
- 1995 Mad Love – als Clifford Leland
- 1993 Beethoven's 2nd – als Brillo
- 1993 Dave – als Alan Reed
- 1992 Chaplin – als J. Edgar Hoover
- 1992 Conquest of Paradise – als kapitein Mendez
- 1991 Hot Shots! – als James Block
- 1991 Only the Lonely – als Patrick Muldoon
- 1990 The Bonfire of the Vanities – als Tom Killian
- 1990 Marked for Death – als luitenant Sal Roselli
- 1990 Blue Steel – als Stanley Hoyt
- 1989 Ghostbusters II – als Milton Angland
- 1988 Mississippi Burning – als agent Bird

### Televisieseries
Uitgezonderd eenmalige gastrollen.
- 2024 The Coldest Case: The Past Has A Long Memory - als Goldie - 8 afl.
- 2023 - 2024 Not Quite Narwhal - als mr. Pearly (stem) - 10 afl.
- 2022 A League of Their Own - als Morris Baker - 2 afl.
- 2022 God's Favorite Idiot - als Gene - 8 afl.
- 2019 City on a Hill - als Nathan Rey - 6 afl.
- 2013 - 2019 Veep - als Ben Caffrey - 54 afl.
- 2018 Ghosted - als Merv Minette - 5 afl.
- 2015 - 2016 Code Black - als dr. Taylor - 9 afl.
- 2014 True Detective - als burgemeester Ken Quesada - 5 afl.
- 2011 – 2012 Luck – als Marcus – 9 afl.
- 2010 – 2011 Scooby-Doo! Mystery Incorporated – diverse stemmen – 3 afl.
- 2007 – 2009 Samantha Who? – als Howard – 35 afl.
- 2006 – 2007 Boston Legal – als Jonathan Weiner – 2 afl.
- 2007 Prison Break – als Cooper Green – 2 afl.
- 2004 – 2006 7th Heaven – als coach Terry Hardwick – 4 afl.
- 2001 God, the Devil and Bob – als stem – 3 afl.
- 2000 – 2001 Bette – als Roy – 11 afl.
- 1997 Arsenio – als Al – 6 afl.
- 1995 JAG – als Al Brovo – 2 afl.
- 1988 – 1989 L.A. Law – als Barry Braunstein – 2 afl.
- 1986 Jack and Mike – als Anthony Kubecek – 2 afl.